# La Chance (film, 1994)
Pour les articles homonymes, voir Chance (homonymie).
Pour plus de détails, voir Fiche technique et Distribution.
La Chance est un film d'action italien réalisé par Aldo Lado et sorti en 1994.

## Fiche technique
- Titre original : La Chance[1] ou Potere e conflitto[2],[3]
- Réalisation : Aldo Lado
- Scénario : Domenico Paolella, Teodoro Corrà (sous le nom de « Teodoro Agrimi ») d'après une histoire d'Aldo Lado et Salvatore Pareti
- Photographie : Felice De Maria
- Montage : Gianluca Guerra
- Musique : Pino Donaggio
- Son : Ian Munro[3]
- Assistante à la réalisation : Marta Lado
- Décors : Marta Zani[3]
- Costumes : Beatrice Bordone
- Trucages : Stefania Trani
- Effets spéciaux : Giovanni Corridori (it), Alan Whibley
- Sociétés de production : Produzioni Atlas Consorziate
- Pays de production :  Italie
- Langue de tournage : italien
- Format : Couleur - Son Dolby
- Durée : 88 minutes
- Genre : Action
- Visa : 89215 du 25 janvier 1994
- Dates de sortie :
  - Allemagne : 4 octobre 1998 (diffusion télévisuelle sur ProSieben[2])

## Distribution
- Vincent Riotta (en) : Nick Licata
- Stephen Dillane : Tony Licata
- Julian Glover : Matthew
- Jemma Redgrave : Emily
- Franco Citti : Michele
- Daisy White : Grace
- Renato Mori : Turi
- Antonio Cantafora : Totò
- Angela Luce : Dame Angela
- George Castiglia : Nick Licata enfant
- Manuel Colao : Tony Licata enfant
- Tony Lo Bianco : Warren
- Ian Falconer : Ian
- Donal Hodson : Kemp
- Togo Igawa : Pr Iki Shomura
- Paolo Lorimer : Mark
- Timothy Martin : Le consultant
- John Charles Murphy : Cullough
- Riccardo Perrotti : Guttenberg
- Fabio Calvari : Le passager
- Sandro Ghiani : Salvatore
- Evelina Gori : Maria
- Zoe Scott : Cindy

## Production
La société de production du film, la P.A.C. (Produzioni Atlas Consorziate), va bientôt faire faillite et propose à Aldo Lado un dernier film d'action à destination du marché étranger. Lado accepte tant qu'il peut contrôler le scénario et décide de s'inspirer du récit Caino contro Caino (litt. « Caïn contre Caïn »), centré sur la rivalité entre deux frères qui se trouvent des deux côtés de la barricade pendant Mai 68. Mais il transpose l'intrigue dans les années 1990 dans le monde de la finance. Alors que le budget est initialement prévu pour six semaines de tournage, le producteur Piero Bregni impose, quelques jours avant la première prise, une réduction à quatre semaines de tournage, ce qu'Aldo Lado et son équipe vont respecter.
Le tournage s'est déroulé à la villa de Viale Perù alle Rughe et à la pizzéria Da Ugo à Rome, Cerveteri à Acireale, ainsi qu'à Riposto en province de Catane (Sicile). Certaines prises de vue ont été tournées à Greenwich au Royaume-Uni, et à Boston aux États-Unis comme pour le siège du Crown Group dans le film